# Schmiedefeld am Rennsteig
Schmiedefeld am Rennsteig är en ortsteil i den kretsfria staden Suhl i förbundslandet Thüringen i Tyskland. Schmiedefeld am Rennsteig var en kommun fram till den 1 januari 2019 när den uppgick i Suhl. Kommunen Schmiedefeld am Rennsteig hade 1 653 invånare 2018.